# キスロヴォツク市電
キスロヴォツク市電（ロシア語: Кисловодский трамвай）は、かつてソビエト連邦（現：ロシア連邦）の都市・キスロヴォツクに存在した路面電車。ソビエト連邦（ソ連）に存在した路面電車の中で唯一となる、旅客営業を行わない貨物専用の路面電車路線であった。

## 概要・歴史
スタヴロポリ地方の都市・キスロヴォツクは19世紀に温泉街として創設された歴史を持つ観光都市で、ロシア帝国時代の1893年に鉄道駅が開通したことで更に多くの観光客が訪れるようになった。その中で注目を集めたのが、キスロヴォツクで産出される鉱産水を原料とした名産品であるミネラルウォーターの「ナルザン（Нарзан）」であった。当初は小規模な工場でボトル詰めなどの工程を経て出荷が行われていた「ナルザン」は、需要の増加に伴いより大規模な施設で生産が行われるようになり、その過程で建設された倉庫と工場を結ぶ輸送手段が必要となった。当初は人力カートを用いた輸送が行われていたが、より近代的な輸送手段が求められた事を受け、1903年に貨物専用の馬車鉄道が運行を開始した。
その一方、キスロヴォツクに近接した都市・ピャチゴルスクでは同時期に路面電車（ピャチゴルスク市電）の建設計画が進んでおり、その過程で両都市の中間にロシアにおける初の水力発電所が建設された。この発電所で生産される電力に余裕があった事からキスロヴォツクの馬車鉄道についても電化を行う事が決定され、翌1904年以降は電気機関車や電車が牽引する貨物列車が使用された。
その後、キスロヴォツク市電は「ナルザン」を輸送する路線として使用され、キスロヴォツクの大通り沿いに敷設されていた全長2 kmの路線を貨物列車が往復していた。ロシア革命を経てソビエト連邦の路面電車になって以降も引き続き運行は続けられたが、1950年代になると「ナルザン」の更なる生産力強化が計画され、1958年に工場が移転された事で一部区間が廃止された。残された区間についても1966年に工場が倉庫と近接する場所へ再度移転した事で用途がなくなり、同年をもって廃止された。